# Kazuyuki Morisaki
Pour les articles homonymes, voir Morisaki.
Kazuyuki Morisaki (森﨑 和幸, Morisaki Kazuyuki) est un footballeur japonais né le 9 mai 1981. Il évolue au poste de milieu de terrain.
Kazuyuki Morisaki est le frère jumeau de Koji Morisaki, qui est également son coéquipier au Sanfrecce Hiroshima.

## Palmarès
- Championnat du Japon en 2012, 2013 et 2015 avec le Sanfrecce Hiroshima
- Champion de J-League 2 en 2008 avec le Sanfrecce Hiroshima
- Finaliste de la Coupe du Japon en 1999 et 2007 avec le Sanfrecce Hiroshima
- Finaliste de la Coupe de la Ligue japonaise en 2010 avec le Sanfrecce Hiroshima